# Markus Mustajärvi
Markus Mustajärvi, född 24 februari 1963 i Savukoski, är en finländsk politiker (Vänsterförbundet). Han är ledamot av Finlands riksdag sedan 2003. År 2011 uteslöts han ur Vänsterförbundets riksdagsgrupp men fick återvända 2015. Till utbildningen är Mustajärvi magister i samhällsvetenskaper och skogsbruksingenjör.
Mustajärvi omvaldes i riksdagsvalet 2015 med 5 743 röster från Lapplands valkrets.

## Utmärkelser
- Riddartecknet av I klass av Finlands Lejons orden,  6 december 2011[3]
- Riddartecknet av I klass av Finlands Vita Ros’ orden,  6 december 2022[4]

[Redigera Wikidata]